# Questprobe featuring Human Torch and the Thing
Questprobe featuring the Human Torch and the Thing, también presentado en video como Questprobe 3: Fantastic Four Chpt. 1, es un videojuego de aventura conversacional lanzado en 1985 para PC, diseñado por Scott Adams y basado en los personajes de los cómics Human Torch y The Thing. Es el tercer y último título de la serie Questprobe, y es el único que se lanzó para Amstrad CPC. La serie fue interrumpida con el cierre de Adventure International, pero inicialmente hubo muchos otros capítulos, de los cuales el siguiente "Questprobe featuring X-Men"; el título alternativo Fantastic Four Chpt. 1 significa "Cuatro Fantásticos Capítulo 1", por lo que presumiblemente también hubo un capítulo con los otros dos miembros del grupo.

## Trama
El jugador juega la Antorcha Humana y la Cosa. Inicialmente aparece la pequeña oficina del misterioso 'Chief Examiner' quien, como les ocurre a los protagonistas de los capítulos anteriores, somete a los dos a una prueba de sus habilidades, que en este caso consiste en liberar a Alicia Masters prisionero de Doctor Doom. La aventura comienza en un valle de Latveria, con The Thing hundiéndose en un gran estanque de betún y la Antorcha Humana en el borde del estanque. Blob, Ringmaster con el Circus of Crime, y Xandu también se encuentran como adversarios.

## Jugabilidad
El juego es una típica aventura conversacional, controlado con un sistema de comandos que también admite oraciones complejas, concatenaciones de múltiples comandos y abreviaturas de una letra. El vocabulario es más extenso que en los capítulos anteriores, y en el manual de las primeras ediciones hay un apéndice con la lista completa de palabras reconocidas. Sin embargo, ya era un sistema bastante anticuado para la época.
En cualquier momento, con el comando apropiado, puede cambiar al control de uno u otro personaje, que también puede estar en diferentes lugares y debe cooperar para tener éxito en la empresa.
Las descripciones son muy breves, pero en casi todas las plataformas hay ilustraciones gráficas de la escena actual en la parte superior de la pantalla.
Para Commodore 64, como en los capítulos anteriores, había dos versiones, en casete y en disquete, con diferentes gráficos.